# لیندر (تگزاس)
لیندر، تگزاس(به انگلیسی: Leander, Texas) شهری در ایالت تگزاس از ایالات جنوبی ایالات متحده آمریکا است. در سرشماری سال ۲۰۰۰، جمعیت این شهر ۷۵۹۶ نفر اعلام شد.